# Sweet/Vicious
Sweet/Vicious – amerykański serial telewizyjny, stworzony przez Jennifer Kaytin Robinson dla MTV. Serial był emitowany od 15 listopada 2016 roku do 24 stycznia 2017 roku na kanale MTV.

29 kwietnia 2017 roku, stacja MTV ogłosiła anulowanie serialu po jednym sezonie.

## Fabuła
Opowiada o losach Jules i Ophelii, dwóch studentek, które pod osłoną nocy działają w roli samozwańczych stróżów prawa. Dziewczyny za swój cel obrały wymierzanie sprawiedliwości napastnikom, którym wciąż udaje się uniknąć kary za popełnione czyny. Serial przygląda się ofiarom napaści seksualnych, jak również niedoskonałemu systemowi prawa w kwestii zgłaszania przestępstw na tle seksualnym.

## Obsada

### Główna
- Eliza Bennett jako Jules Thomas[3]
- Taylor Dearden jako Ophelia Myer[3]
- Nick Fink jako Tyler Finn[3]
- Brandon Mychal Smith jako Harris James[3]

### Drugoplanowa
- Dylan McTee jako Nate Griffin
- Lindsay Chambers jako Fiona Price
- Skyler Day jako Mackenzie
- Victoria Park jako Gaby Cho
- Matt Angel jako oficer Mike Veach
- Stephen Friedrich jako Evan
- Ethan Dawes jako Miles Forrester

## Odcinki
| Sezon | Sezon | Odcinki | Oryginalna emisja MTV | Oryginalna emisja MTV | Oryginalna emisja | Oryginalna emisja | Oryginalna emisja |
| Sezon | Sezon | Odcinki | Premiera sezonu       | Finał sezonu          | Premiera sezonu   | Finał sezonu      |                   |
| ----- | ----- | ------- | --------------------- | --------------------- | ----------------- | ----------------- | ----------------- |
|       | 1     | 10      | 15 listopada 2016     | 24 stycznia 2017      | nieemitowany      | nieemitowany      |                   |

### Sezon 1 (2016-2017)
| #  | Tytuł                     | Reżyseria                   | Scenariusz                     | Premiera (MTV)    | Premiera     |
| -- | ------------------------- | --------------------------- | ------------------------------ | ----------------- | ------------ |
| 1  | Pilot                     | Joseph Kahn                 | Jennifer Robinson              | 15 listopada 2016 | nieemitowany |
| 2  | The Writing's on the Wall | Joseph Kahn                 | Jennifer Robinson              | 22 listopada 2016 | nieemitowany |
| 3  | Sucker                    | Joseph Kahn, Rebecca Thomas | Jennifer Kaytin Robinson       | 29 listopada 2016 | nieemitowany |
| 4  | Tragic Kingdom            | Brian Dannelly              | Celeste Ballard                | 6 grudnia 2016    | nieemitowany |
| 5  | All Eyez on Me            | Todd Biermann               | M. Scott Veach                 | 13 grudnia 2016   | nieemitowany |
| 6  | Fearless                  | Todd Biermann               | Jared Frieder                  | 3 stycznia 2017   | nieemitowany |
| 7  | Heartbreaker              | Elodie Keane                | Jennifer Kaytin Robinson       | 10 stycznia 2017  | nieemitowany |
| 8  | Back to Black             | Elodie Keane                | Jared Frieder, Celeste Ballard | 17 stycznia 2017  | nieemitowany |
| 9  | An Innocent Man           | Leslie Libman               | Amanda Lasher                  | 24 stycznia 2017  | nieemitowany |
| 10 | Pure Heroine              | Leslie Libman               | Jennifer Kaytin Robinson       | 24 stycznia 2017  | nieemitowany |

## Produkcja
W październiku 2015 roku ogłoszono obsadę serialu: Eliza Bennett, Taylor Dearden, Nick Fink i Brandon Mychal Smith.
15 grudnia 2015 roku stacja MTV zamówiła pierwszy sezon serialu.